# Meddle
Meddle je šesté studiové album anglické skupiny Pink Floyd. Vydáno bylo v říjnu 1971 (viz 1971 v hudbě) a v britském žebříčku prodejnosti hudebních alb se umístilo nejvýše na třetí příčce. Deska pokračuje ve směru progresivního rocku, jenž se poprvé objevil u předchozího alba Atom Heart Mother, a dále jej rozvíjí.

## Popis alba a jeho historie
Album Meddle bylo nahráváno od ledna do srpna 1971 v přestávkách mezi častými koncerty, které skupina pořádala. Pink Floyd začali nahrávat v Abbey Road Studios na začátku roku 1971, aniž by měli předem připravený nový hudební materiál. Proto každý člen kapely dostal prostor pro svoji nahrávku, aniž by slyšel, co nahráli ostatní. Z těchto experimentů vznikla epická skladba „Echoes“, jež zabírá celou druhou stranu původní gramofonové desky. Pro nahrání části alba ale skupina využila i jiná studia (Air Studios a Morgan Studios), neboť v Abbey Road byl k dispozici pouze osmistopý nahrávací magnetofon, Pink Floyd ale pro své různé zvukové efekty a hudební experimenty potřebovali 16stopý, který byl dostupný právě v těchto studiích.
Meddle začíná instrumentální skladbou „One of These Days“ s výraznou vibrující basovou linkou, kterou zároveň hrají Roger Waters i David Gilmour. Důležitým nástrojem je zde i Gilmourova slide guitar. Jedinými slovy je uprostřed skladby recitativ Nicka Masona „One of these days I'm going to cut you into little pieces“ („Jednoho dne tě rozsekám na malé kousíčky“). Následuje jemná píseň „A Pillow of Winds“, jedna z mála od Pink Floyd, jejímž hlavním tématem je láska. V obou skladbách jsou rovněž použity zvukové efekty větru, které byly vytvořeny stejně jako u alba Wish You Were Here.
Součástí písně „Fearless“ je i živá nahrávka části hymny fotbalového klubu Liverpool FC, „You'll Never Walk Alone“. Dále se na první straně LP nachází popová píseň s jazzovým nádechem „San Tropez“ inspirovaná slunečnou Francouzskou riviérou a „Seamus“, pseudobluesová skladba, ve které je hlavním účinkujícím pes stejného jména (jeho majitelem byl Steve Marriott), jenž vyje během hudby. Jedná se o přepracovanou verzi skladby „Mademoiselle Nobs“ z filmu Pink Floyd v Pompejích, kde byl ale využit jiný pes.
Celou druhou stranu původní vinylové desky zabírá přes 23 minut trvající skladba „Echoes“. Ta je právě složena z jednotlivých, poměrně nesourodých částí. Původní pracovní název skladby byl „Nothing, Parts 1–24“ („Nic, části 1–24), později byly používány názvy „The Son of Nothing“ a „The Return of the Son of Nothing“. „Echoes“ začíná zvukem připomínajícím sonar ponorky. Tento zvuk vznikl náhodou, kdy si Rick Wright hrál o přestávce sám pro sebe na klávesy, které byly zapojeny do zesilovače Leslie. Střední část „Echoes“ je výrazně experimentální s psychedelickým zvukem, poslední zpívaná část je již klasická s výraznými varhanami a kytarou. Původní téma celé skladby, vesmír, byl Rogerem Watersem během koncertů změněn na hlubiny oceánů, kvůli čemuž byl částečně upraven i text.

## Vydávání alba a jeho umístění
V USA album vyšlo 30. října 1971, ve Spojeném království 5. listopadu téhož roku. V Británii se umístilo v hitparádách na 3. místě, v USA na příčce 70.
V roce 1984 bylo Meddle firmou Mobile Fidelity Sound Lab remasterováno pro gramofonovou desku vysoké kvality a magnetofonovou kazetu, druhý remaster byl proveden v roce 1989 pro Ultradisk.
Na CD vyšlo album poprvé roku 1984, v digitálně remasterované podobě v roce 1994.

## Seznam skladeb
| Strana 1 | Strana 1                           | Strana 1                       | Strana 1 |
| Pořadí   | Název                              | Autor                          | Délka    |
| -------- | ---------------------------------- | ------------------------------ | -------- |
| 1.       | One of These Days (instrumentální) | Waters, Wright, Mason, Gilmour | 5:57     |
| 2.       | A Pillow of Winds                  | Waters, Gilmour                | 5:10     |
| 3.       | Fearless                           | Waters, Gilmour                | 6:08     |
| 4.       | San Tropez                         | Waters                         | 3:43     |
| 5.       | Seamus                             | Waters, Wright, Mason, Gilmour | 2:16     |

| Strana 2       | Strana 2       | Strana 2                       | Strana 2 |
| Pořadí         | Název          | Autor                          | Délka    |
| -------------- | -------------- | ------------------------------ | -------- |
| 1.             | Echoes         | Waters, Wright, Mason, Gilmour | 23:29    |
| Celková délka: | Celková délka: | Celková délka:                 | 46:46    |

## Obsazení
- Pink Floyd:
  - David Gilmour – elektrická kytara, akustická kytara, slide guitar, baskytara ve skladbě „One of These Days“, harmonika ve skladbě „Seamus“, vokály, zpěv
  - Roger Waters – baskytara, elektrická kytara ve skladbě „Fearless“, akustická kytara ve skladbě „San Tropez“, vokály, zpěv ve skladbě „San Tropez“
  - Rick Wright – piano, Hammondovy varhany, varhany Farfisa, vokály a zpěv ve skladbě „Echoes“
  - Nick Mason – bicí, perkuse, recitativ ve skladbě „One of These Days“
- pes Seamus – vytí ve skladbě „Seamus“

### Technická podpora
- Rob Black, Peter Brown, John Leckie, Roger Quested – zvukoví inženýři
- Hipgnosis – přebal alba
- James Guthrie a Doug Sax – remastering (vydání 1994)
- a další